# 郡山スクエアビル
郡山スクエアビル（こおりやまスクエアビル）は、福島県郡山市にあるビル。

## 概要
1980年（昭和55年）に郡山市中町に建設された『やまのいカルチュアセンター』が前身。その後、ビル名の元になっていた文房具店が閉店し、現在の名前に改称された。
1Fから3Fまでが店舗、4F以上が住居や事務所という構成で、現在は古着屋と美容院が多く入居している。入口は駅前大通り側となかまち夢通り側にある。店舗面積は、1,486m2。
かつては市内最大級の文具店やサーティワンアイスクリームなどが入居していた他、事務所フロアにはグッドウィル・グループ（現：プロンプトホールディングス）郡山支店等が入居して賑わったが、近年は中心市街地の空洞化により、空きスペースが増えつつある。

## テナント
- able hair
- e-STYLE
- e'crue
- HANAMOMO
- アクセソワール
- ALL MY LOVING
- Boo Bee Planning 郡山店
- カラオケ まねきねこ 郡山店
- ユーパロ中町保育園

## 周辺
- 郡山ビューホテルアネックス
- ホテルロイヤル郡山
- ホテルプリシード郡山（2023年5月末閉館）[2]
- うすい百貨店
- なかまち夢通り
- 駅前大通り